# Internationale Friedensfahrt

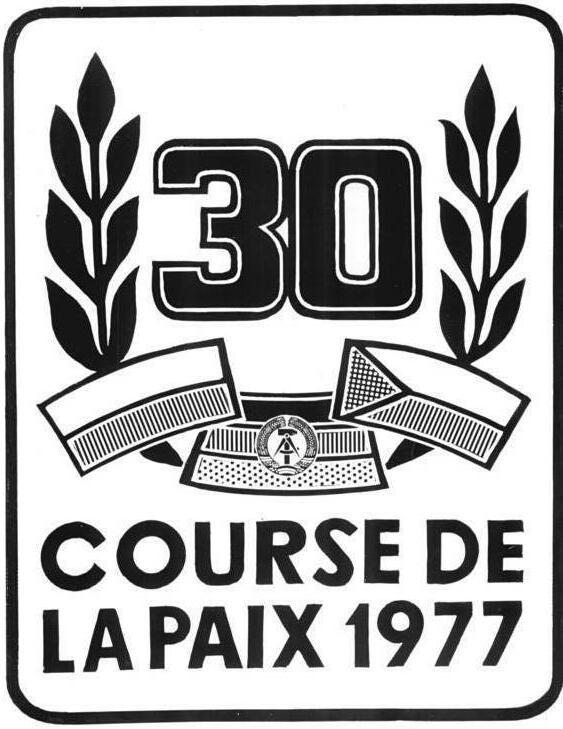
Logo der 30. Internationalen Friedensfahrt

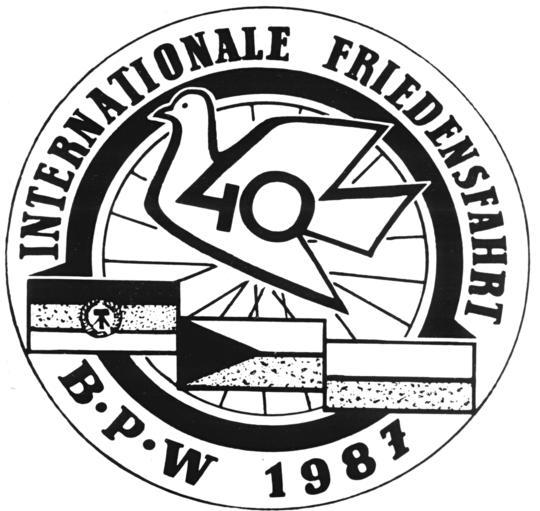
Logo zur Friedensfahrt 1987

Die Internationale Friedensfahrt (auch Internationale Radfernfahrt für den Frieden, polnisch Wyścig Pokoju sowie tschechisch Závod Míru bzw. international üblich französisch Course de la Paix) war ein Etappenrennen in Mitteleuropa und bis zum politischen Umbruch in den ehemaligen Ostblockstaaten 1989 das international bedeutendste Amateurradrennen. Bis auf wenige Ausnahmen waren Berlin, Prag und Warschau jährlich abwechselnd Start-, Etappen- oder Zielort. Das bisher letzte Rennen wurde 2006 von Deutschland, Österreich und Tschechien ausgetragen, nachdem es 2005 nicht in die damals neue UCI Protour aufgenommen worden war und auf Grund finanzieller sowie organisatorischer Probleme erstmals seit der Erstaustragung nicht stattgefunden hatte.
Für das Jahr 2014 war vom 1. bis 6. Mai eine Neuauflage des Rennens geplant, die jedoch nicht stattfand. Die Friedensfahrt wurde für 2014 im internationalen Rennkalender der UCI unter der Kategorie 2.2 eingestuft, der Organisator, der ehemalige tschechoslowakische Rennfahrer Jozef Regec, gab den Plan jedoch auf. Stattdessen wurden vier Eintagesrennen im Rennkalender der UCI Europe Tour 2014 registriert.

## Geschichte

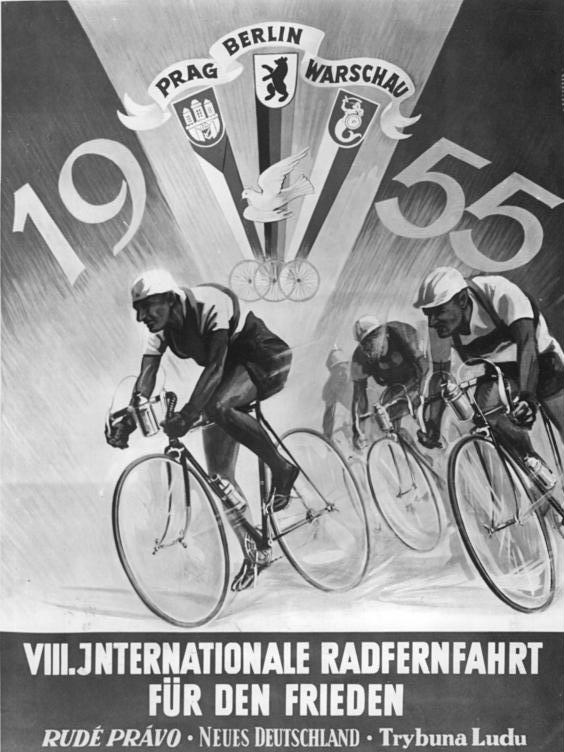
Plakat der Friedensfahrt 1955

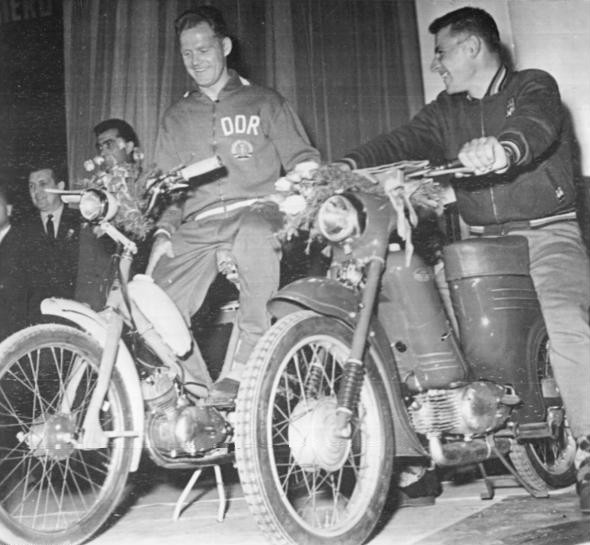
2. Etappe der Friedensfahrt 1960, 5. Mai: Die beiden Erstplatzierten erhielten als Preis ein tschechoslowakisches Mokick Typ Jawa 555 „Pionyr“ und ein polnisches Moped Typ Komar 230 (auf Deutsch „Mücke“). Links: Täve Schur, Pl. 2, DDR, rechts: Albert Covens, Belgien, Pl. 1

Die Idee zu dem Rennen hatten unabhängig voneinander die Sportjournalisten Karel Tocl aus Prag und Zygmunt Weiss aus Warschau im Jahr 1947. Beide wollten eine Etappenfahrt zwischen den beiden Städten organisieren und beide wollten, dass ihre Stadt Ziel der Rundfahrt sein sollte. Aus diesem Konflikt entstand die Idee, 1948 zwei Rennen parallel zu veranstalten. Die Friedensfahrt wurde 1948 erstmals ausgetragen und fand zunächst zwischen Warschau und Prag statt. Veranstalter waren die Tageszeitungen Rudé právo aus Prag und Trybuna Ludu aus Warschau. Die erste Austragung trug noch nicht den Namen Friedensfahrt, sondern „Fernfahrt Prag–Warschau“ und „Fernfahrt Warschau–Prag“. Ab 1952 wurde das Rennen auch nach Ost-Berlin geführt und verband danach in wechselnder Streckenführung jeweils im Mai die Hauptstädte der drei teilnehmenden Staaten Polen, Tschechoslowakei und DDR. Für die DDR war die Tageszeitung Neues Deutschland Veranstalter. Offizielles Symbol für die Friedensfahrt wurde Pablo Picassos weiße Friedenstaube.
Wegen der Niederschlagung des Prager Frühlings in der Tschechoslowakei durch Einmarsch von Truppen des Warschauer Paktes (aus der Sowjetunion, Polen, Ungarn und Bulgarien) wurde die Friedensfahrt 1969 nur auf dem Gebiet Polens und der DDR ausgetragen. Erster deutscher Etappensieger wurde am 9. Mai 1953 Bernhard Trefflich aus der Mannschaft der DDR auf der 8. Etappe von Berlin nach Görlitz.
Der spätere Straßenradweltmeister Täve Schur wurde 1955 der erste Gesamtsieger für die DDR. Ein Jahr später trat erstmals ein Team aus der Bundesrepublik Deutschland an. Die erste Etappe für die Bundesrepublik gewann der spätere Bundestrainer Peter Weibel 1976.
Die Friedensfahrt galt bis zur Wende und friedlichen Revolution 1989 als die „Tour de France des Ostens“ und war dort ähnlich populär wie die Frankreichrundfahrt in Westeuropa. Sie gehörte zunächst zum Kalender des Weltamateurradsportverbands FIAC und wurde von Amateurnationalmannschaften bestritten. Die Friedensfahrt wurde weitgehend von den Staatsamateuren der mittel- und osteuropäischen Länder dominiert. Die ebenfalls teilnehmenden westeuropäischen Nationalmannschaften konnten nur mit Fahrern starten, die keinen Profistatus hatten – das waren überwiegend Nachwuchsfahrer. Ab 1956 wurden durch eine Entscheidung der UCI auch Unabhängige zum Start zugelassen.
Die Friedensfahrt 1986 startete am 6. Mai in Kiew. Die Stadt ist nur 100 km vom Kernkraftwerk bei Prypjat entfernt, wo sich kurz zuvor, am 26. April, die Nuklearkatastrophe von Tschernobyl ereignet hatte. Von 19 gemeldeten Mannschaften sagten 9, darunter fast alle gemeldeten westlichen, die Teilnahme ab. DDR-Sportler, darunter der spätere Gewinner Olaf Ludwig, wurden gezwungen, teilzunehmen.
Einen entscheidenden Einschnitt für die Rundfahrt stellte das Jahr 1989 dar. Die Amateurrennen verloren mit der Möglichkeit der ehemaligen Staatsamateure, eine Profilizenz zu lösen, in kürzester Zeit seine Bedeutung. Die Friedensfahrt geriet in die Krise. Zur Saison 1995 wurde die Unterscheidung zwischen Profis und Amateuren abgeschafft und die Einheitslizenz eingeführt, worauf die Friedensfahrt sich im Kalender des Radsportweltverbands UCI als Rennen der mittleren Kategorie 2.2 etablierte. Sie führte weiterhin durch die klassischen Teilnehmerländer Polen, Tschechien bzw. Slowakei und Deutschland, berührte deren Hauptstädte jedoch nur noch selten.
Der erfolgreichste Teilnehmer ist Steffen Wesemann, der die Friedensfahrt zwischen 1992 und 2003 fünf Mal gewinnen konnte. Je vier Erfolge errungen haben Uwe Ampler (dreimal für die DDR, einmal für das polnische Team „Mroz“) und der Pole Ryszard Szurkowski. Der zweimalige Gewinner Gustav-Adolf Schur, genannt „Täve“, wurde nach 1989 mit großem Abstand zum populärsten Sportler der DDR gewählt.
Seit 2004 hat der tschechische Radsportverband die Rechte am Namen „Course de la Paix“, somit ist dieser auch hauptverantwortlich für die Durchführung des Rennens. Mit der Nichtaufnahme des Rennens in die neu geschaffene höchste Radsportklasse UCI ProTour 2005 verschlechterte sich die Stellung der Veranstaltung. Finanzielle und organisatorische Probleme – insbesondere die Trennung zwischen dem tschechischen Hauptorganisator Pavel Doležel und seinen deutschen Marketingpartnern und dem daraus folgenden Verlust wichtiger deutscher Sponsoren – führten im Frühjahr 2005 dazu, dass die Friedensfahrt zunächst verschoben und schließlich ganz abgesagt wurde. Eine Wiederaufnahme des Rennens für 2006 erfolgte mit insgesamt acht Etappen, welche auf den Territorien der Länder Österreich (Start), Tschechische Republik und Deutschland (Ziel) vom 13. bis 20. Mai ausgefahren wurden. Zum ersten Mal war damit Österreich Veranstalterland.
Die 59. Auflage der Friedensfahrt im Jahr 2007 fiel aus. Hauptgrund war der Rückzug des Hauptsponsors Škoda Auto, der zunächst eine Finanzierungssicherung von 500.000 Euro gegeben, diese dann aber im November 2006 zurückgezogen hatte. Daraufhin gab der tschechische Verband bekannt, keinen neuen Partner gefunden zu haben. Seitdem fand keine Friedensfahrt statt.

## Reglement
Die Internationale Friedensfahrt wurde nach dem Reglement der Union Cycliste Internationale bzw. ihrer früheren Teilorganisation Fédération Internationale Amateur de Cyclisme für Etappenrennen ausgetragen.

### Gesamtwertung

Gelbes Trikot
ab 1948

Seit ihrem Debüt im Jahr 1948 wurden bei der Internationalen Friedensfahrt das Gelbe Trikot für den führenden Fahrer der Gesamteinzelwertung vergeben.
Steffen Wesemann (Deutschland) trug insgesamt fünfmal das Gelbe Trikot am Ende der Rundfahrt, womit er alleiniger Rekordhalter ist. Mit 49 Etappen hatte der vierfache Gesamtsieger Ryszard Szurkowski (POL) das Gelbe Trikot am längsten in seinem Besitz.

### Mannschaftswertung
Von Anfang an wurde eine Mannschaftswertung  ermittelt. Gab es anfangs keine Wertungstrikots hierfür, bekam das führende Team im Jahr 1951 weiße Trikots verliehen. Die darauf folgenden 38 Jahre kennzeichnete die Farbe Blau das führende Team in der Mannschaftswertung. Seit 1990 werden die Trikots nur noch symbolisch zum Ende jeder Friedensfahrt-Austragung an die Siegermannschaft überreicht.
Mit insgesamt 20 Gesamterfolgen ist die Auswahl der UdSSR unangefochtener Rekordsieger in dieser Kategorie, die zudem mit 218 Etappen am längsten die Spitzenposition innehatte. Seit der Zulassung von Profi-Rennställen im Jahre 1996 konnte das Team T-Mobile mit insgesamt vier Gesamtsiegen am häufigsten triumphieren.

### Bester Bergfahrer (ab 1956)
Die Bergwertung wurde 1956 eingeführt, zunächst ohne Vergabe eines Wertungstrikots. Ab 1969 bekam der Bestplatzierte in dieser Kategorie das Rosa Trikot verliehen. Ebenfalls ab 1969 wurden Bergwertungen nach den Kategorien I und II unterschieden. Ab 1972 wurde die Trikotfarbe in Grün geändert und die nächsten 25 Jahre beibehalten. Mit der Umstellung der Kategorien und der Einführung des Grünen Trikots für den besten Sprinter im Jahr 1998 wird für den besten Kletterer fortan das Gepunktete Trikot vergeben.
Drei Fahrer konnten sich am Ende der Rundfahrt drei Mal den Sieg in der Kategorie Bester Bergfahrer sichern. Sergei Suchorutschenkow (URS) stellte 1984 die Rekordmarke auf, die anschließend von Uwe Ampler (DDR) und Jaroslav Bílek (ČSSR) egalisiert wurde. Mit 21 Etappen hatten Ryszard Szurkowski (POL) und Uwe Ampler am häufigsten die Spitzenposition der Bergwertung inne.

### Aktivster Fahrer / Bester Sprinter (ab 1962)
Die Wertung für den Aktivsten Fahrer wurde 1962 eingeführt und durch das Violette Trikot repräsentiert. Mit der 1998 erfolgten Umstellung wurde die Kategorie in Bester Sprinter und die Trikotfarbe in Grün geändert.
Als Kriterium galt die Summe aller Punkte aus Prämienspurts und Vorstößen, der Fahrer mit der höchsten Punktzahl führt dabei die Wertung an. Bei Punktgleichheit entscheidet die bessere Platzierung in der Gesamteinzelwertung.
Rekordsieger dieser Kategorie ist Olaf Ludwig, der, ausschließlich für die DDR startend, am Ende von acht Rundfahrten das Violette Trikot des Aktivsten Fahrers sein Eigen nennen konnte. Mit 55 Etappen hatte der gebürtige Geraer das Trikot auch am längsten in seinem Besitz.

### Bester Nachwuchsfahrer (ab 1989)
Die Wertung für den Besten Nachwuchsfahrer wurde 1989 eingeführt. Während im Premierenjahr ein schwarz-weiß gestreiftes Trikot gestiftet wurde, erhält der Führende in dieser Wertung ab 1990 das Weiße Trikot verliehen. Als Kriterium für diese Kategorie galt die Platzierung der Fahrer unter 21 Jahren in der Gesamteinzelwertung. 1998 wurde die Altersgrenze auf 23 Jahre angehoben, seit 2003 gelten 25 Jahre als Höchstgrenze.
Torsten Hiekmann (Deutschland) trug das Trikot des besten Nachwuchsfahrers mit zehn Etappen am längsten.

### Punktbester Fahrer (1978–1997)
Die Punktewertung wurde 1978 eingeführt und bis 1989 durch das Weiße Trikot repräsentiert. Ab 1990 trug der Führende dieser Kategorie ein weißes Trikot mit roten Punkten, da das bisherige Trikot fortan dem Besten Nachwuchsfahrer vorbehalten war. 1998 wurde die Kategorie des punktbesten Fahrers abgeschafft und das Gepunktete Trikot an die Wertung des Besten Bergfahrers übertragen.
Als Kriterium galt die Summe aller Punkte aus den Etappen-Einzelwertungen. Bis 1986 entsprachen die Punkte dabei der jeweiligen Etappenplatzierung, der Fahrer mit der niedrigsten Punktzahl führte die Wertung an. Ab 1987 wurde die Punktevergabe dem Reglement der Internationalen Amateurradsport-Föderation FIAC angepasst, wodurch fortan der Fahrer mit der höchsten Punktzahl die Wertung anführte.
Rekordsieger dieser Kategorie ist Olaf Ludwig, der, ausschließlich für die DDR startend, insgesamt sechsmal die Abschlusswertung für den Punktbesten Fahrers gewinnen konnte. Mit 47 Etappen hatte Ludwig das Trikot auch am längsten in seinem Besitz.

### Vielseitigster Fahrer (1980–1995)

Rosa Trikot
1980–1995

Das Rosa Trikot für den Vielseitigsten Fahrer wurde von 1980 bis 1995 vergeben. Als Kriterium galt die Punktsumme aus den drei Kategorien des Aktivsten Fahrers, des Besten Bergfahrers und des Punktbesten Fahrers, der Fahrer mit der höchsten Punktzahl führte dabei die Wertung an. Bei Punktgleichheit entschied die bessere Platzierung in der Gesamteinzelwertung.
Rekordsieger dieser Kategorie ist Olaf Ludwig, der, ausschließlich für die DDR startend, insgesamt achtmal die Abschlusswertung des Vielseitigsten Fahrers gewinnen konnte. Mit 75 Etappen hatte Ludwig das Trikot auch am längsten in seinem Besitz.

## Friedensfahrt-Fanfare
Anfang der 1950er Jahre suchte der DDR-Rundfunk eine geeignete Fanfare für die Friedensfahrt-Berichterstattung und wählte die Rundfunkproduktion des Komponisten Paul Noack-Ihlenfeld. Die Fanfare wurde jeweils zu Beginn der Rundfunkübertragung sowie zu allen Siegerehrungen gespielt und etablierte sich schon bald als markante Erkennungsmelodie der Friedensfahrt. Später wurde sie in der DDR zum Symbol des Radsports allgemein und war wesentlicher Bestandteil bei Massensportbewegungen („Kleine Friedensfahrt“, „Kinder- und Jugendspartakiade“). Die Friedensfahrtfanfare wurde auch mit den Erfolgen des mehrfachen Friedensfahrtsiegers und Sportidols Täve Schur in Verbindung gebracht und war wohl die bekannteste und beliebteste Fanfare der DDR.

## Radsportmuseum Course de la Paix
In der Bördegemeinde Kleinmühlingen bei Calbe (Saale) befindet sich das einzige Friedensfahrtmuseum, das Radsportmuseum Course de la Paix. Initiator dieser Einrichtung ist Horst Schäfer. Die Grundsteinlegung für das neue Museum wurde am 21. Mai 2005 vollzogen, denn die Räume, in denen es untergebracht war, boten nicht mehr genug Stellfläche für die vielen Exponate. Der Trägerverein wird von ehemaligen Radsportgrößen, unter anderen Täve Schur und bis zu seinem Tod auch von Klaus Ampler, unterstützt. Am 24. November 2007 öffnete das Friedensfahrt-Museum seine Türen für die Öffentlichkeit.

## Sieger

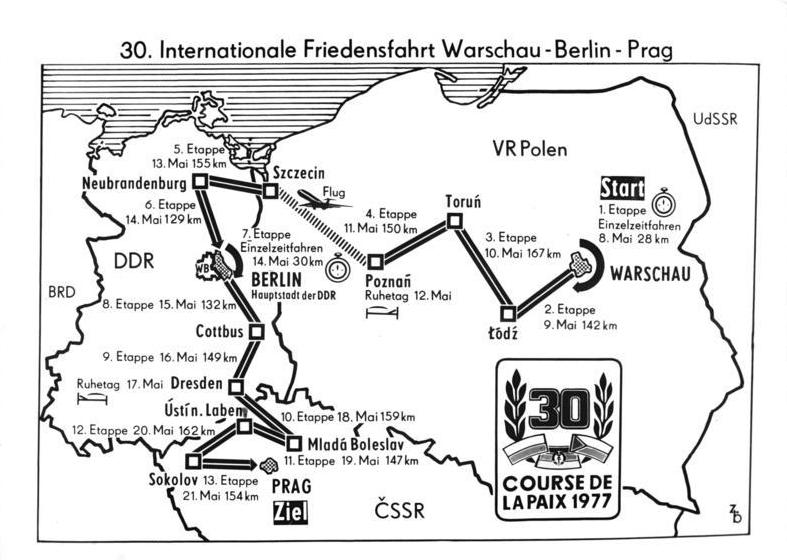
1977

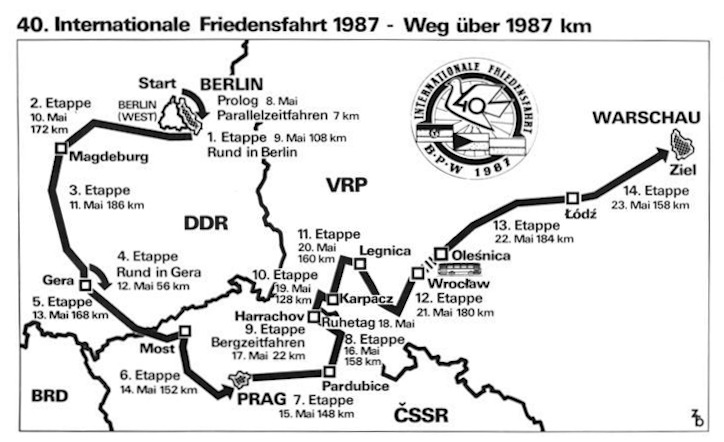
1987

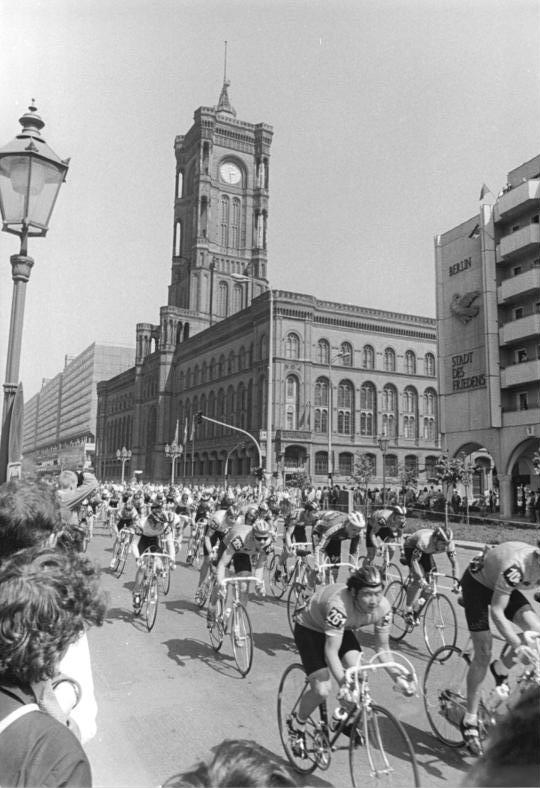
1987: Start der 156 Fahrer zur 40. Friedensfahrt in Berlin

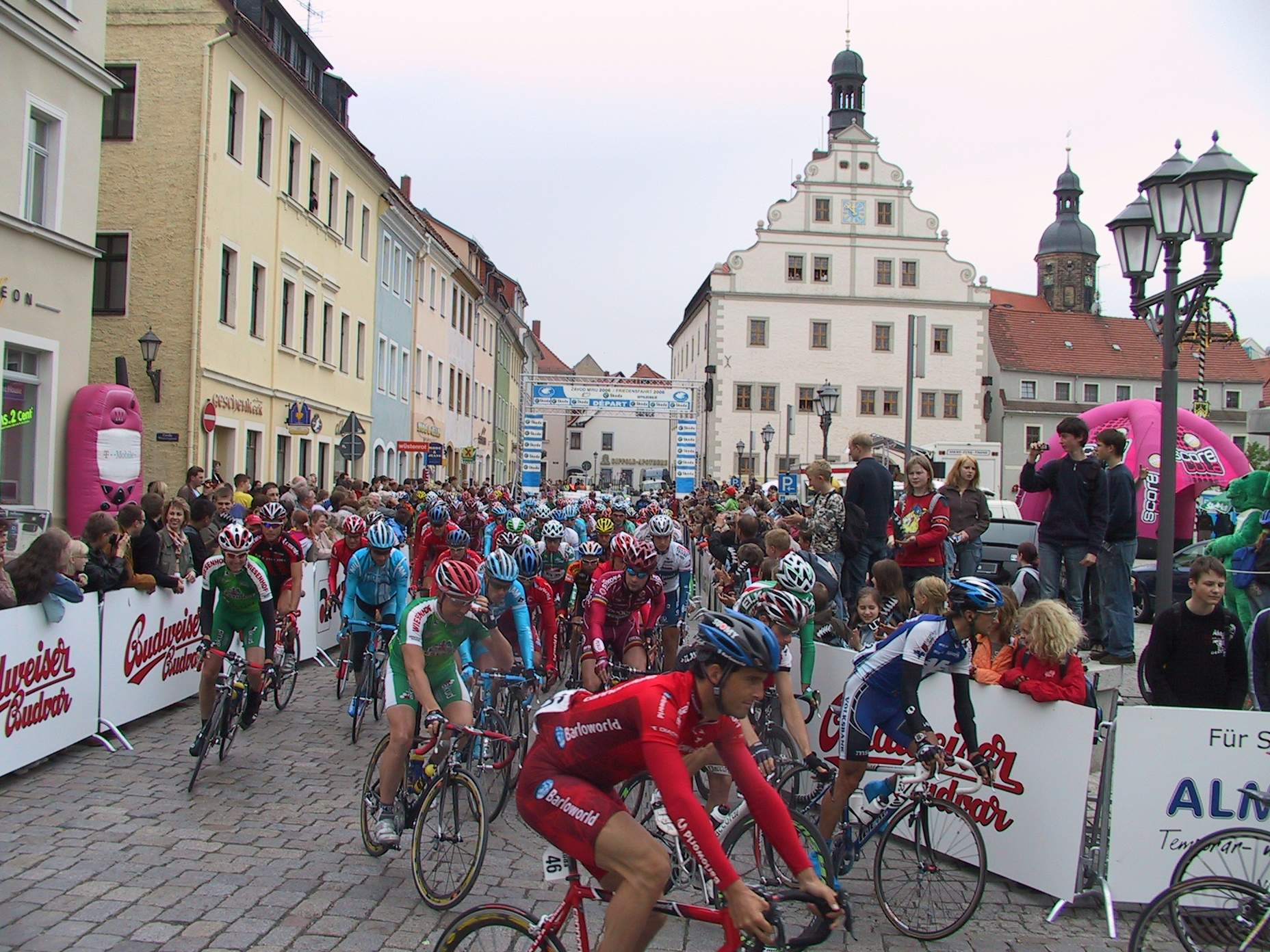
2006: Start der 6. Etappe der 58. Friedensfahrt in Dippoldiswalde

In einigen Jahren wurden kurze Prolog- und Epilog-Etappen durchgeführt (P und E, Spalte Etappen)
| Nr. | Jahr | Route                                    | Länge   | Etappen | Etappen | Etappen | Einzelsieger             | Mannschaftssieger      |
| Nr. | Jahr | Route                                    | Länge   | P       | Anz     | E       | Einzelsieger             | Mannschaftssieger      |
| --- | ---- | ---------------------------------------- | ------- | ------- | ------- | ------- | ------------------------ | ---------------------- |
| 01  | 1948 | Warschau – Prag                          | 1104 km |         | 07      |         | August Prosenik          | Polen                  |
| 01  | 1948 | Prag – Warschau                          | 0842 km |         | 05      |         | Aleksandar Zorić         | Polen                  |
| 02  | 1949 | Prag – Warschau                          | 1259 km |         | 08      |         | Jan Veselý               | Frankreich 2           |
| 03  | 1950 | Warschau – Prag                          | 1539 km |         | 09      |         | Willy Emborg             | Tschechoslowakei       |
| 04  | 1951 | Prag – Warschau                          | 1544 km |         | 09      |         | Kaj Allan Olsen          | Tschechoslowakei       |
| 05  | 1952 | Warschau – Berlin – Prag                 | 2135 km |         | 12      |         | Ian Steel                | Vereinigtes Königreich |
| 06  | 1953 | Bratislava – Berlin – Warschau           | 2231 km |         | 12      |         | Christian Pedersen       | DDR                    |
| 07  | 1954 | Warschau – Berlin – Prag                 | 2051 km |         | 13      |         | Eluf Dalgaard            | Tschechoslowakei       |
| 08  | 1955 | Prag – Berlin – Warschau                 | 2214 km |         | 13      |         | Täve Schur               | Tschechoslowakei       |
| 09  | 1956 | Warschau – Berlin – Prag                 | 2212 km |         | 12      |         | Stanisław Królak         | UdSSR                  |
| 10  | 1957 | Prag – Berlin – Warschau                 | 2220 km |         | 12      |         | Nentscho Christow        | DDR                    |
| 11  | 1958 | Warschau – Berlin – Prag                 | 2210 km |         | 12      |         | Piet Damen               | UdSSR                  |
| 12  | 1959 | Berlin – Prag – Warschau                 | 2057 km |         | 13      |         | Täve Schur               | UdSSR                  |
| 13  | 1960 | Prag – Warschau – Berlin                 | 2290 km |         | 13      |         | Erich Hagen              | DDR                    |
| 14  | 1961 | Warschau – Berlin – Prag                 | 2435 km |         | 13      |         | Juri Melichow            | UdSSR                  |
| 15  | 1962 | Berlin – Prag – Warschau                 | 2407 km |         | 14      |         | Gainan Saidchuschin      | UdSSR                  |
| 16  | 1963 | Prag – Warschau – Berlin                 | 2568 km |         | 15      |         | Klaus Ampler             | DDR                    |
| 17  | 1964 | Warschau – Berlin – Prag                 | 2246 km |         | 14      |         | Jan Smolík               | DDR                    |
| 18  | 1965 | Berlin – Prag – Warschau                 | 2318 km |         | 15      |         | Gennadi Lebedew          | UdSSR                  |
| 19  | 1966 | Prag – Warschau – Berlin                 | 2340 km |         | 15      |         | Bernard Guyot            | UdSSR                  |
| 20  | 1967 | Warschau – Berlin – Prag                 | 2307 km |         | 16      |         | Marcel Maes              | Polen                  |
| 21  | 1968 | Berlin – Prag – Warschau                 | 2352 km |         | 14      |         | Axel Peschel             | Polen                  |
| 22  | 1969 | Warschau – Berlin                        | 2036 km |         | 15      |         | Jean-Pierre Danguillaume | DDR                    |
| 23  | 1970 | Prag – Warschau – Berlin                 | 1976 km |         | 15      |         | Ryszard Szurkowski       | Polen                  |
| 24  | 1971 | Warschau – Berlin – Prag                 | 1895 km |         | 14      |         | Ryszard Szurkowski       | UdSSR                  |
| 25  | 1972 | Berlin – Prag – Warschau                 | 2025 km |         | 14      |         | Vlastimil Moravec        | UdSSR                  |
| 26  | 1973 | Prag – Warschau – Berlin                 | 2076 km | P       | 16      | E       | Ryszard Szurkowski       | Polen                  |
| 27  | 1974 | Warschau – Berlin – Prag                 | 1806 km |         | 14      |         | Stanisław Szozda         | Polen                  |
| 28  | 1975 | Berlin – Prag – Warschau                 | 1915 km | P       | 13      |         | Ryszard Szurkowski       | UdSSR                  |
| 29  | 1976 | Prag – Warschau – Berlin                 | 1974 km | P       | 14      |         | Hans-Joachim Hartnick    | UdSSR                  |
| 30  | 1977 | Warschau – Berlin – Prag                 | 1648 km |         | 13      |         | Aavo Pikkuus             | UdSSR                  |
| 31  | 1978 | Berlin – Prag – Warschau                 | 1796 km | P       | 12      |         | Alexander Awerin         | UdSSR                  |
| 32  | 1979 | Prag – Warschau – Berlin                 | 1942 km | P       | 14      |         | Sergei Suchorutschenkow  | UdSSR                  |
| 33  | 1980 | Warschau – Berlin – Prag                 | 2095 km | P       | 14      |         | Juri Barinow             | UdSSR                  |
| 34  | 1981 | Berlin – Prag – Warschau                 | 1887 km | P       | 14      |         | Schachid Sagretdinow     | UdSSR                  |
| 35  | 1982 | Prag – Warschau – Berlin                 | 1941 km | P       | 12      |         | Olaf Ludwig              | DDR                    |
| 36  | 1983 | Warschau – Berlin – Prag                 | 1899 km | P       | 12      |         | Falk Boden               | DDR                    |
| 37  | 1984 | Berlin – Prag – Warschau                 | 1689 km | P       | 11      |         | Sergei Suchorutschenkow  | UdSSR                  |
| 38  | 1985 | Prag – Moskau – Warschau – Berlin        | 1712 km | P       | 12      |         | Lech Piasecki            | UdSSR                  |
| 39  | 1986 | Kiew – Warschau – Berlin – Prag          | 2138 km | P       | 15      |         | Olaf Ludwig              | UdSSR                  |
| 40  | 1987 | Berlin – Prag – Warschau                 | 1987 km | P       | 14      |         | Uwe Ampler               | DDR                    |
| 41  | 1988 | Bratislava – Katowice – Berlin           | 2008 km | P       | 13      |         | Uwe Ampler               | UdSSR                  |
| 42  | 1989 | Warschau – Berlin – Prag                 | 1927 km |         | 12      |         | Uwe Ampler               | DDR                    |
| 43  | 1990 | Berlin – Slušovice – Bielsko-Biała       | 1595 km | P       | 11      |         | Ján Svorada              | Tschechoslowakei       |
| 44  | 1991 | Prag – Warschau                          | 1261 km | P       | 09      |         | Wiktor Rschaksinski      | Polen                  |
| 45  | 1992 | Berlin – Karpacz – Mladá Boleslav        | 1348 km | P       | 09      |         | Steffen Wesemann         | Deutschland            |
| 46  | 1993 | Tábor – Nový Bor                         | 1342 km | P       | 09      |         | Jaroslav Bílek           | Tschechien             |
| 47  | 1994 | Tábor – Trutnov                          | 1354 km | P       | 09      |         | Jens Voigt               | Tschechien             |
| 48  | 1995 | České Budějovice – Oberwiesenthal – Brno | 1379 km | P       | 10      |         | Pavel Padrnos            | Polen                  |
| 49  | 1996 | Brno – Żywiec – Leipzig                  | 1703 km | P       | 10      |         | Steffen Wesemann         | Team Telekom           |
| 50  | 1997 | Potsdam – Żywiec – Brno                  | 1629 km | P       | 10      |         | Steffen Wesemann         | Team Telekom           |
| 51  | 1998 | Poznań – Karlovy Vary – Erfurt           | 1591 km |         | 10      |         | Uwe Ampler               | Mróz                   |
| 52  | 1999 | Znojmo – Polkowice – Magdeburg           | 1613 km |         | 10      |         | Steffen Wesemann         | Mróz                   |
| 53  | 2000 | Hannover – Kudowa-Zdrój – Prag           | 1608 km |         | 10      |         | Piotr Wadecki            | Team Nürnberger        |
| 54  | 2001 | Łódź – Plzeň – Potsdam                   | 1611 km |         | 10      |         | Jakob Piil               | Team Telekom           |
| 55  | 2002 | České Budějovice – Chemnitz – Warschau   | 1470 km |         | 10      |         | Ondřej Sosenka           | Mróz                   |
| 56  | 2003 | Olmütz – Wałbrzych – Erfurt              | 1552 km |         | 09      |         | Steffen Wesemann         | CCC Polsat             |
| 57  | 2004 | Brüssel – Wrocław – Prag                 | 1580 km |         | 09      |         | Michele Scarponi         | T-Mobile Team          |
| 58  | 2006 | Linz – Karlovy Vary – Hannover           | 1296 km |         | 08      |         | Giampaolo Cheula         | Unibet.com             |